# Albert Hendrik van Swinderen

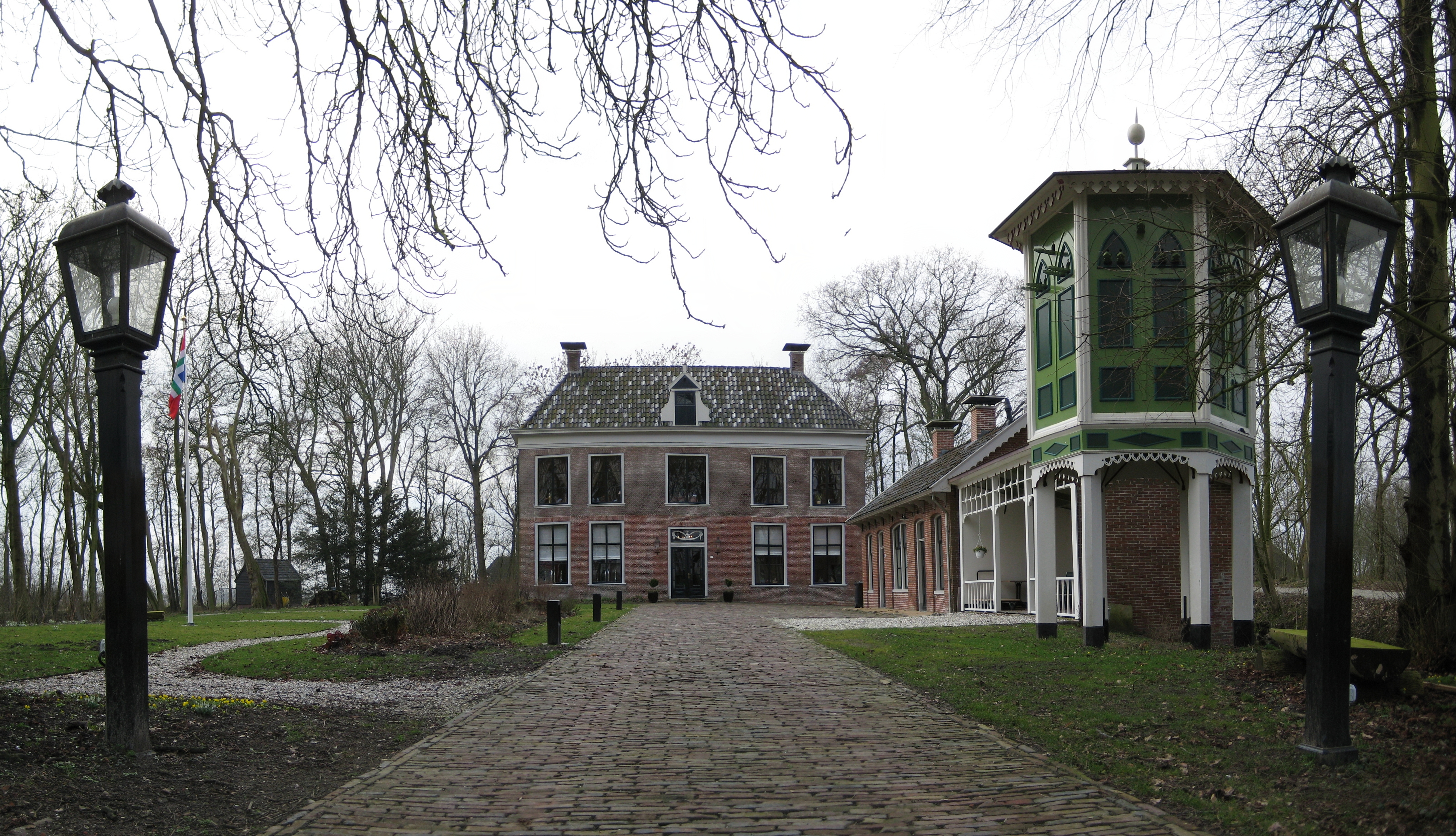
Allersmaborg (2009)

Albert Hendrik van Swinderen (Groningen, 10 februari 1732 – aldaar, 14 december 1802) was een bestuurder uit Stad en Lande.

## Levensloop
Van Swinderen promoveerde in 1754 in de rechten te Groningen. Tussen 1751 en 1777 was hij richter van Westerwolde. In 1761 en 1765 was hij gedeputeerde ter Staten-Generaal. Tussen 1769 en 1786 was hij verscheidene jaren raadsheer van Groningen en in 1789 en 1790 was hij er burgemeester. In 1791 was hij raad ter admiraliteit te Amsterdam. In 1791 en 1792 was hij gecomitteerde ter Raad van State. Tot slot was hij tussen 1778 en 1795 drost van Wedde en Westerwoldingerland.

## Familie
Van Swinderen was een telg uit het geslacht Van Swinderen en een zoon van de Groningse bestuurder Wicher van Swinderen (1688-1764) en Anna Maria Trip (1712-1778). Hij trouwde in in 1755 met Johanna de Marees, vrouwe van Allersma (1736-1766) waardoor de borg Allersma in het geslacht Van Swinderen kwam en de samengestelde geslachtsnaam De Marees van Swinderen werd aangenomen. Hij hertrouwde in 1770 met Johanna des H.R.Rijksbarones van Slingelandt (1729-1801), telg uit het geslacht Van Slingelandt. Uit het eerste huwelijk werd een zoon geboren: jhr. mr. Reneke de Marees van Swinderen, heer van Allersma (1764-1848), lid van Provinciale en Gedeputeerde Staten van Groningen.
Mr. A.H. van Swinderen overleed in 1802 op 70-jarige leeftijd.